# 1323 Tugela
1323 Tugela eller 1934 LD är en asteroid i huvudbältet som upptäcktes 19 maj 1934 av den sydafrikanske astronomen Cyril V. Jackson i Johannesburg. Det har fått sitt namn efter floden Tugela i Sydafrika.
Asteroiden har en diameter på ungefär 78 kilometer.